# 欧州議会
欧州議会（おうしゅうぎかい、英語: European Parliament（EP）、フランス語: Parlement européen, （PE））は、欧州連合の立法機関。欧州連合理事会と共に両院制の立法府を形成している。
議員定数は720人で、その選挙は民主的に実施されるものとしてはインドについで世界で2番目に多い有権者によって実施され、また国境を越えた選挙としては世界最大の規模である。
1979年から5年ごとに直接普通選挙が実施されている。欧州議会は立法権を持つものの、ほとんどの国内議会とは違って法案提出権を持たない。またごく一部の例外を除いて、立法や予算の決定と監督に関する権限を理事会との間で共有している。そして欧州連合の政策執行機関である欧州委員会は欧州議会に対して説明義務があり、とくに欧州議会は欧州委員会人事案や欧州委員会委員長の選任について拒否権を持ち、また欧州委員会を総辞職させることができる。
議長は2022年1月から欧州人民党所属のロベルタ・メツォラ議員（マルタ出身）が務めている。議長は欧州人民党グループ (EPP) や社会民主進歩同盟の2大会派を含む複数の会派がひしめく欧州議会を取り仕切る。直近に欧州連合全体で実施された選挙は2019年に行われた。欧州議会はストラスブールのルイーズ・ワイス・ビルとブリュッセルのエスパース・レオポルドの2か所で会議を行い、とくに後者では委員会や追加的な本会議が行われる。欧州議会の運営を担う議会事務局はルクセンブルク市に置かれている。

## 沿革
欧州議会はほかの欧州連合の機関と同様に、1952年9月10日に初会議が開かれたときと現在とではその形態が異なったものとなっている。欧州議会はもともと欧州石炭鉄鋼共同体の「共同総会」として設置された。共同総会は加盟国議会の議員のなかから選ばれた全78人による諮問会議体であり、いかなる立法権も有していなかった。共同総会として設置されてから現在に至るまでの変化について、マンチェスター大学のデイヴィッド・ファレルは次のように述べている。
その歴史のうち長きにわたって、欧州議会はまさに「多言語で議論するものの実行を伴わない会議体」という表現が当てはまってきたと言えるでしょう。しかしもはやその表現が当てはまることはありません。欧州議会はいまや立法と政策執行の監督の両方の権限において世界でもっとも強力な立法機関のひとつとなっています。
設置以来の欧州議会の展開は、欧州連合の機構がある明確な「マスタープラン」というものを持たないながらも発展してきた証である。ワシントン・ポストのトム・レイドなど一部からは「欧州連合のような複雑で過剰な運営機構を意図的に設計しようとするものはほかにいない」とする意見がある。欧州議会の本会議場ですら2か所にあり、本会議が開かれる場所が変わるようなこともあるが、これもさまざまな合意の結果であり、逆に合意がなされたとはいえないようなものでもある。

### 諮問的機関
もともと欧州議会は、シューマン宣言の原文において言及されていなかった。しかしながら欧州石炭鉄鋼共同体設立条約の協議において、民主的正当性を与えつつ、政策執行機関との均衡を図り、また監視する機関として独立した会議体を取り入れることで合意がなされた。欧州石炭鉄鋼共同体設立条約において、各国の指導者は「市民の代表」という表現を用いて普通の諮問機関以上の会議体が設置されることを望み、また直接選挙の実施という含みを持たせた。欧州政治共同体の設立のための条約起草が任されたことで、共同総会の草創期における重要性が示された。1952年9月13日、条約起草に関する「特別」会議が設けられたが、欧州防衛共同体構想が断念され、この会議体が使命を果たすことはなかった。
欧州政治共同体構想は断念されたものの、1958年にはローマ諸条約の発効により欧州経済共同体と欧州原子力共同体が発足する。欧州石炭共同体を含めた3つの共同体では、政策執行機関はそれぞれ別であったものの、諮問会議は共有するものとされ、その名称も「欧州議員会議」に改められた。1967年の統合条約の発効により3共同体の運営機関が統合されるが、その以前である1962年に欧州議員会議の名称は現在の「欧州議会」に改められている。1970年、欧州議会は共同体の予算の一部の分野に関する権限が与えられた。1975年にはその範囲が拡張されて、予算全般に関する権限を有するようになった。欧州経済共同体設立条約では、欧州議会は選挙で選出されるものと規定していた。ところが選挙の実施には理事会において、加盟国間で統一した選挙制度を策定する必要があったが、なかなか策定できずにいた。欧州議会は理事会に対して、欧州司法裁判所に提訴すると警告した。これによって理事会は選挙の実施については合意したが、選挙制度の問題についてはさらに先送りにした。

### 選挙の実施

1983年まで使用されていた欧州議会の旗

1979年、直接選挙による初めての欧州議会議員選挙が実施された。選挙が実施されたことで、任命制となっている欧州評議会の議員会議や汎アフリカ議会といった地域規模での議会組織と一線を画することとなった。第1回の選挙後、1979年7月11日に新議会の初会合が開かれ、シモーヌ・ヴェイユが議長に選出された。ヴェイユは前身である共同総会の設置以来初となる女性議長であった。
選挙で選出された組織として、欧州議会は欧州諸共同体の機能を提言するようになっていった。1984年にはかつて手がけた欧州政治共同体にならって「欧州連合設立条約案」（スピネッリ構想）を起草した。条約案は欧州議会で可決されただけに留まったものの（各国議会は拒否）、その構想はのちの基本条約に取り込まれていった。さらに欧州議会は1980年代から、法的拘束力は持たないものの、欧州委員会委員長人事案に対して採決を行うようになっていった。

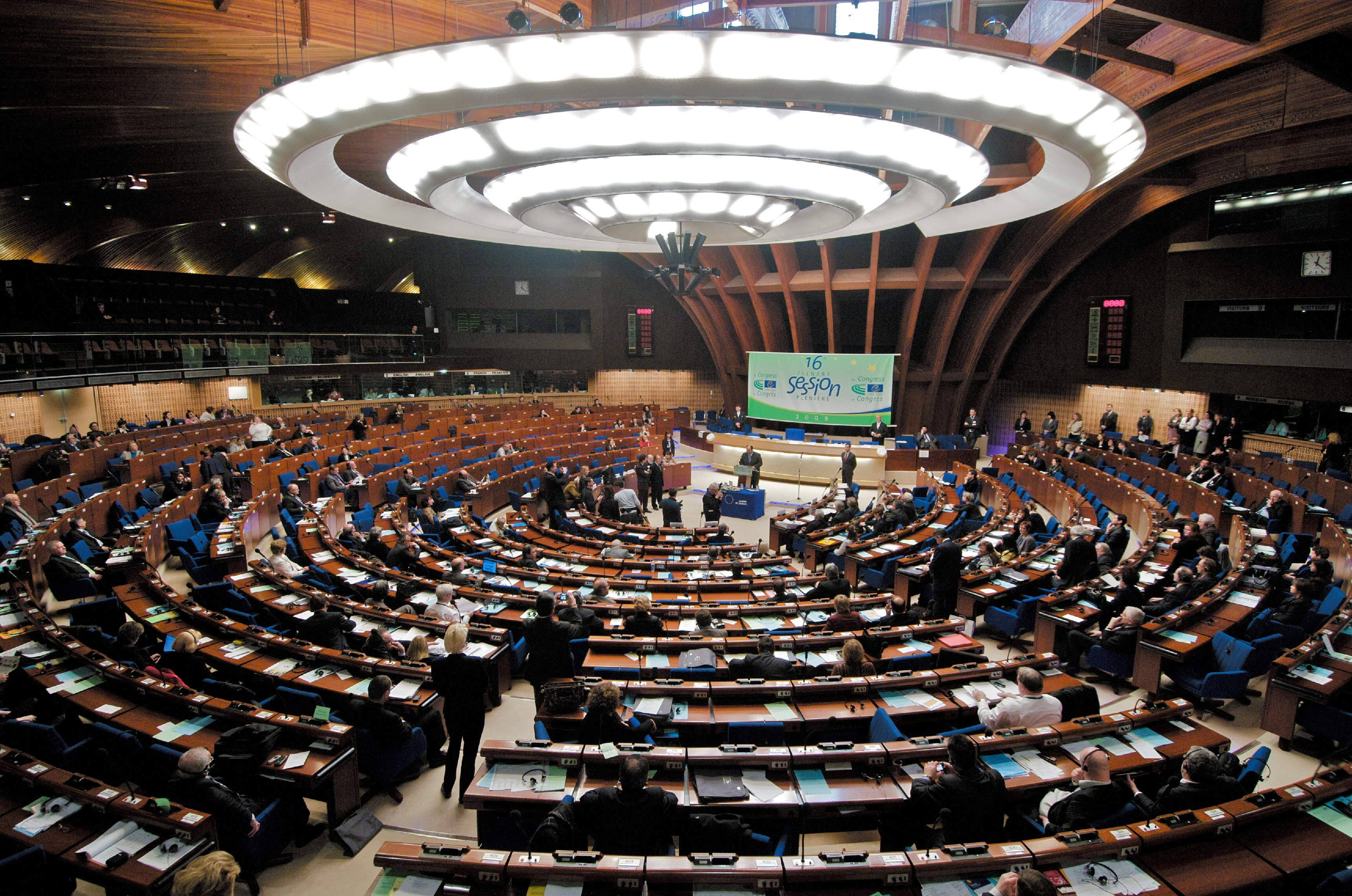
ストラスブールの本会議場
1999年まで使用されていた。

選挙が実施されるようになると、ドイツの再統一や加盟国の増加にあわせて欧州議会の議員数もまた増えていった。このような状況を受けてニース条約で、議員数の上限を732に制限した。
ほかの機関と同じく、欧州議会はその所在地が定められていなかった。欧州委員会や理事会はブリュッセルに置かれた一方で、暫定的な取り決めでは欧州議会をストラスブールに置くことが定められていた。1985年に欧州議会はほかの機関との連携を考え、一部の国からの反発があったものの、ブリュッセルに2つめの議場を建設してそこに活動拠点を移していった。本拠地については1992年の欧州理事会でようやく最終的な合意に達し、それによると欧州議会の正式な所在地はストラスブールとして毎年12回の本会議をそこで開くこととされ、本会議以外の欧州議会の活動はブリュッセルで行うこととされた。このように拠点が2つとされたことは欧州議会の反発を受けたが、のちのアムステルダム条約でそのことが正式に定められた。しかしながら欧州議会の所在地をめぐっては今日に至るまで論争の火種となっている。

### 近年

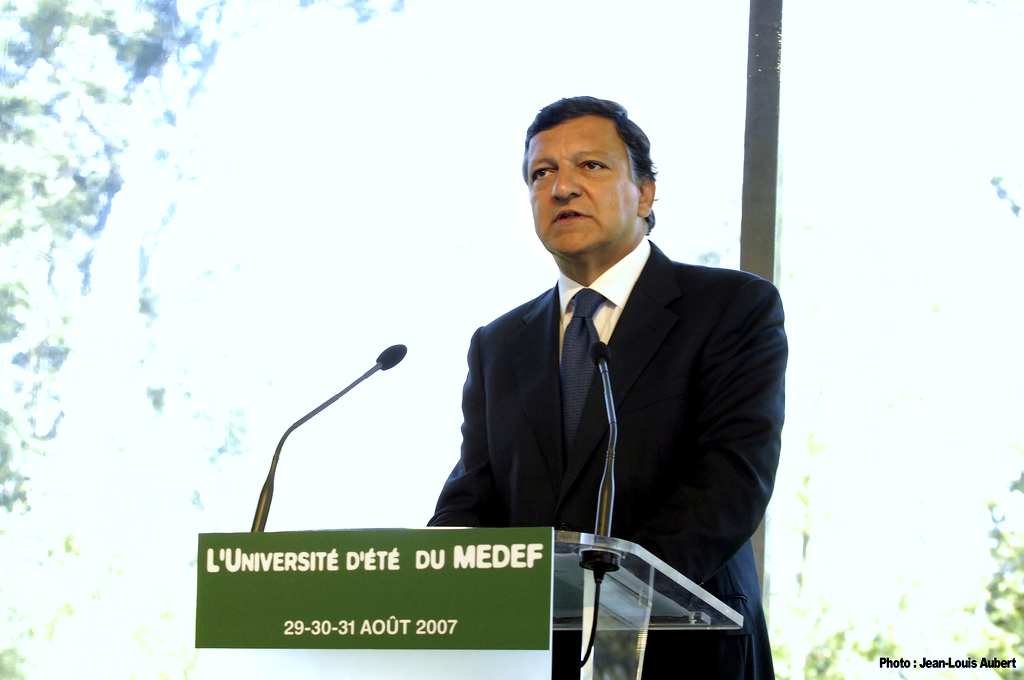
ジョゼ・マヌエル・バローゾ（2004年）
次期委員長に任命されていたバローゾは欧州議会の否決を受けて、当初提案していた次期欧州委員会人事案の変更を迫られた。

欧州議会は基本条約に修正が重ねられるたびに共同決定手続で決定される分野が拡張され、その立法権限が強化されていった。また1999年にはサンテール委員会を総辞職に追い込むという事態を起こした。このとき欧州議会はサンテール委員会の不正疑惑や不祥事を問題としており、翌年度の予算案を否決した。このとき欧州議会内の主要2会派が対立し、サンテール委員会は総辞職を余儀なくされた。欧州委員会の総辞職という事態はこれが初めてであり、欧州議会はサンテール委員会に対する不信任を決議する直前であった。
2004年に国境を跨ぐ規模でのものとしては史上最大の選挙が実施されたのち、欧州理事会は最大政党となった欧州人民党に所属する人物を次期欧州委員会委員長に指名したが、欧州議会はふたたび次期欧州委員会に圧力をかけるということが起こった。次期欧州委員会委員候補に対する聴聞会で、市民的自由・司法・内務委員会は司法・自由・安全担当委員候補のロッコ・ブッティグリオーネの同性愛に関する考え方に問題があるとして欧州委員会人事に不同意とするなど、一部の委員候補に対して懐疑的な見方が議員のなかから示された。バローゾはブッティグリオーネを擁護したものの、欧州議会はブッティグリオーネをはずすことを迫り、この事態は欧州議会が次期欧州委員会委員を否決した初めての事例となった。
共同決定手続の拡張に加えて、欧州議会の民主的負託はほかの欧州連合の機関に対して立法に関する統制力が強化されてきている。2006年のボルケスタイン指令の採決において、欧州議会は原案に対して400以上の修正を加えた法案を大多数で採択した。この経緯についてフィナンシャル・タイムズは以下のように論じている。
欧州議会は急にその真価を発揮するようになった。これはつまり欧州連合の主要3機関のあいだで権力の変動が起こっていることを示しているのである。拡大によって理事会と欧州委員会の内部における協議が非常に困難になったと同時に、先週の採決は、そのイデオロギー、民族性、歴史は多様であるものの、直接選挙で選出された欧州議会議員は重要かつ実効性を持つ欧州連合の機関としてまとまり出したということを示している。—Financial Times
2007年、シェンゲン情報システム II をめぐって、本来欧州議会は関連法案の一部についてのみ諮られることになっていたにもかかわらず、欧州委員会司法担当委員のフランコ・フラッティーニはシステム全体について欧州議会に議論を求めた。これ以降フラッティーニは、リスボン条約で欧州議会が新たに権限を得ることになる司法や刑事に関するすべての案件について、欧州議会の関与を求めることを示唆した。このリスボン条約は2009年12月1日に発効し、欧州議会は欧州連合の予算全般に関する権限を持つようになり、また立法ついてはほぼすべての分野において理事会と平等な権限が与えられ、欧州委員会委員長の任命についても欧州議会選挙と関連付けられるようになった。

## 権能

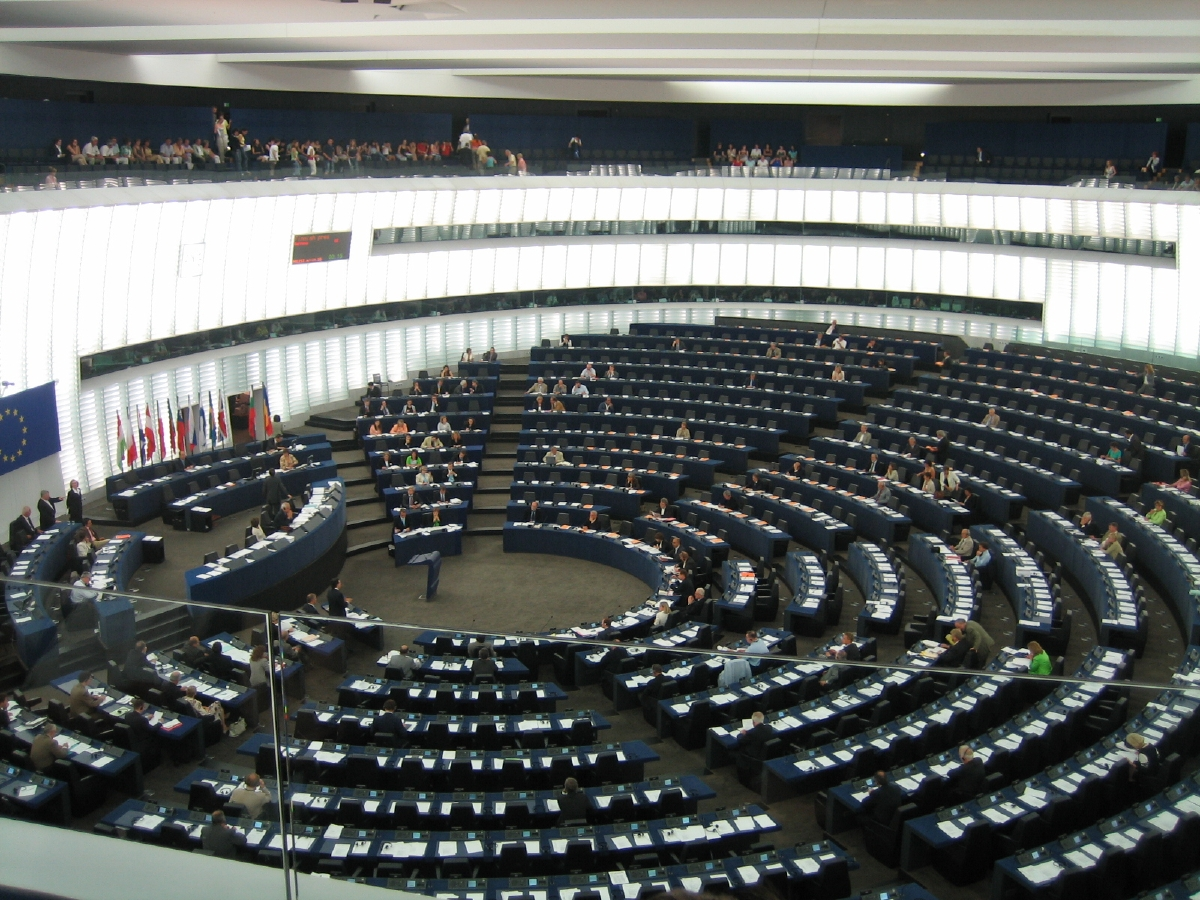
欧州議会の本会議場（ストラスブール）

欧州議会と理事会は、欧州連合における二院制の立法府の議院のような形態で並立しており、条約上立法権はそれぞれの機関に対して平等に分配されている。しかしながら国内の議会とは違い、両機関とも原則として法案提出権を有していない。理事会が政府間の協議による案件については権限を有しているものの、そのほかの分野においては執行機関である欧州委員会に法案提出権が与えられている。そのため欧州議会は法案の修正や否決をすることができるものの、法令を制定するさいにはまず欧州委員会が法案を起草する必要がある。ところがこのような法案提出権のあり方には疑問が持たれており、国内議会が執行機関の支持を受けずに法案を提出してもわずか 15% しか成立していない。これに対して元欧州議会議長ハンス＝ゲルト・ペテリングは、欧州議会は欧州委員会に対して法案の起草を求める権利を持っており、また欧州委員会は欧州議会の提案を支持するようになってきていることから、欧州議会は事実上の法案提出権を有しているのだと主張している。
さらに欧州議会は法的拘束力を持たない決議や委員会での聴聞で間接的ではあるものの大きな影響力を持ち、またブリュッセルに拠点を置く報道機関を通じてヨーロッパ全体に考え方を発信する。また外交政策に対しても間接的に影響力を持ち、欧州議会は域外を含むすべての開発援助を採決して是非を決定することができる。具体例を挙げると、イラク戦争後の支援やイランの核開発中止協議なども欧州議会から賛成を受けなければならない。またアメリカ合衆国とのあいだにおける大西洋横断航路の乗客データ共有措置についても欧州議会の賛同を受けなければならなかった。

### 立法過程
基本条約が修正されるたびに欧州議会の権限は拡大されていった。欧州議会の権限についてはおもに欧州連合の立法手続を通して定義される。立法手続の方法では、かつて「共同決定手続」と呼ばれた、欧州議会と理事会が対等な権限を有する手続が「通常立法手続」とされ、ほぼすべての法案の採択において適用されるようになった。この通常決定手続においては、欧州委員会は法案を欧州議会と理事会に対して提出し、最大で3回の読会を行なったうえで両機関が可決することによって法律が成立することになる。1回目の読会において、欧州議会は理事会に対して修正案を送ることができ、理事会は修正案を採択するか、あるいは「共通の立場」を送り返すことができる。共通の立場に対して欧州議会はそれを承認するか、あるいは絶対多数でもって法案を否決して廃案とすることができ、また絶対多数でもって再度修正を加えたものを採択することができる。理事会が欧州議会の採択した修正案を可決しなかった場合には「調停委員会」が設置される。調停委員会は理事会、欧州議会の双方の同数で構成され、そこで妥協案を模索する。調停委員会で合意に達したときには、欧州議会においてはその合意案に対して単純多数で可決することができる。このような手続は欧州議会が欧州連合の機関のなかで唯一直接民主的な負託を受けていることによって成り立っているものであり、とくに2006年のボルケスタイン指令では欧州議会がほかの機関よりも強力な立法権限を有していることを示した事例となった。
司法・内務、予算、税制などの一部の分野では「特別立法手続」が適用される。これらの分野においては理事会または欧州議会が単独で法令を定める。特別立法手続が適用されるかどうかは、法令がどのような形態となるかしだいで決められる。もっとも強力な法令の形態は規則であり、加盟国に対して規則そのものが直接的に効力を発揮する。指令は特定の目標を達するという点において加盟国を拘束するため、加盟国は国内法を通じて指令の目標を達することになり、その実行のための施策は独自に決めることができる。決定は特定の個人や団体を対象としたもので、直接的な効力を持つ。また法令の形態としては法的拘束力を持たない勧告や意見もある。また法定上の手続によらない、ウェストミンスター・システムの時期尚早動議に似た「文書による宣言」もある。これは最大5人の欧州議会議員によって提案される文書で、欧州連合の活動に関するものについて、その分野に関する議論を開始するために用いられる。提案文書は本会議場の入口に掲示され、議員の署名を募るということが行なわれる。議員の過半数が賛同したときには文書が議長に渡され、ほかの機関に送られるまでに本会議で提案が宣言される。

### 予算
欧州連合の予算に関する立法機関の権限については1970年代の2条約とリスボン条約で定められている。欧州連合の予算では通常立法手続が採られる。欧州議会は読会を1度開き、予算全般について理事会と対等な権限を有している。予算案をめぐって理事会と立場が異なった場合には、通常の法案審議と同様に調停委員会が設置される。調停委員会で合意に達することができなかったときには、欧州議会が自らの案を予算として採択することができる。
また欧州議会は欧州会計監査院の年度報告書に基づいて、前年度までの予算の執行を停止させることができる。欧州議会は1984年と1998年にそれぞれ予算案を否決しており、とくに後者についてはサンテール委員会の総辞職に追い込んだ。

### 執行機関の統制
議院内閣制を採るたいていの加盟国とは異なって欧州連合では執行機関と立法機関との間で権力が分立しており、このような関係について言えば、欧州議会は加盟国の議会よりもアメリカ合衆国議会に似たものとなっている。これを示すものとして、次期欧州委員会委員長は直近の欧州議会議員選挙をもとに欧州理事会が候補を提案する。基本条約では、この提案に対して欧州議会が単純過半数でもって委員長を承認して「選出」することになっている。欧州議会が承認したことを受けて、次期欧州委員会委員長は各加盟国から提示された人物に基づき、次期欧州委員会の委員人事案を提出する。委員候補はそれぞれに割り当てられた担当職域ごとに欧州議会の各委員会の聴聞を受ける。その後、欧州議会は欧州委員会全体として承認の是非を採決する。これまでに欧州議会が次期委員長候補や次期委員会案を否決したということはないが、第1次バローゾ委員会の承認にあたっては否決されそうになった。このような欧州議会の圧力に対してバローゾは委員会人事案をいったん取り下げ、欧州議会に受け入れやすいような委員候補の一部変更を行なった。この一連の事態は欧州議会の機能が充実してきた証左であり、欧州議会は欧州委員会に対してただスタンプを押すのではなく、説明責任を求められるような能力を持ったことを示している。さらに次期委員会人事案の採決において、欧州議会の議員は出身国ではなく、それぞれが所属する政党の方針に従って意思を表明している。このように欧州議会の結束や影響力を行使しようとする動きに対して加盟国の首脳や欧州連合のほかの機関などは、欧州議会議員選挙の投票率が低迷しているにもかかわらず、より注視するようになっている。
また欧州議会は3分の2の多数によって欧州委員会を総辞職させることができる不信任決議を採択する権限を持つ。過去に不信任決議が採択されたことはないが、サンテール委員会に対して不信任決議が可決されそうになったということはあった。このほかにも欧州連合の活動に関する監督権限を有しており、たとえば欧州委員会に対して報告や議員の質問に対する回答を求めたり、欧州連合理事会議長国に対してその任期の冒頭において活動方針を示すよう求めたり、欧州委員会や理事会に対して法令や政策の案の作成を求めたり、ほかの機関に対して質問したりすることができる。目下、欧州議会の議員はあらゆる議題について質問することができるが、2008年7月に欧州議会は議題の分野を欧州連合の権能にかかわるものに限定し、攻撃的なものや個人的な質問を禁止することを採決した。

### 監督権限
欧州議会はおもに欧州連合条約によって一般的な監督権限を付与されている。また欧州議会には調査委員会を設置する権限があり、牛海綿状脳症問題やアメリカ合衆国中央情報局秘密収容所問題などを扱った。欧州議会は欧州連合のほかの機関に対して質問の回答を求めたり、また必要であれば欧州連合のほかの機関に欧州連合の法令や条約違反があった場合には欧州連合司法裁判所に提訴することができる。さらに欧州議会には欧州会計監査院の委員、欧州中央銀行の総裁と役員会の役員の任命に関する権限を有している。欧州中央銀行総裁は年度報告書を欧州議会に対して提出する義務を負っている。

## 議員
| ドイツ         |  | 96 (12.8%) |
| フランス       |  | 74 (9.9%)  |
| イタリア       |  | 73 (9.7%)  |
| スペイン       |  | 54 (7.2%)  |
| ポーランド     |  | 51 (6.8%)  |
| ルーマニア     |  | 32 (4.3%)  |
| オランダ       |  | 26 (3.5%)  |
| ベルギー       |  | 21 (2.8%)  |
| ギリシャ       |  | 21 (2.8%)  |
| チェコ         |  | 21 (2.8%)  |
| ポルトガル     |  | 21 (2.8%)  |
| ハンガリー     |  | 21 (2.8%)  |
| スウェーデン   |  | 20 (2.7%)  |
| オーストリア   |  | 18 (2.4%)  |
| ブルガリア     |  | 17 (2.3%)  |
| デンマーク     |  | 13 (1.7%)  |
| フィンランド   |  | 13 (1.7%)  |
| スロバキア     |  | 13 (1.7%)  |
| アイルランド   |  | 11 (1.5%)  |
| クロアチア     |  | 11 (1.5%)  |
| リトアニア     |  | 11 (1.5%)  |
| スロベニア     |  | 8 (1.1%)   |
| ラトビア       |  | 8 (1.1%)   |
| エストニア     |  | 6 (0.8%)   |
| キプロス       |  | 6 (0.8%)   |
| ルクセンブルク |  | 6 (0.8%)   |
| マルタ         |  | 6 (0.8%)   |

欧州議会の議員は5年ごとに普通選挙で改選される。また院内では政治会派を結成している。1979年以前は加盟国の国内議会の任命制となっていた。
加盟国別の議席数は人口にほぼ比例して配分されており、議席数の合計の上限は751となっている。しかしながら欧州議会の任期途中において欧州連合に新規加盟があったときにはその上限を超過することがある。たとえば2007年1月にルーマニアとブルガリアが欧州連合に加盟してから2009年6月までは、当時の議席数の上限である732を超過し、786となっていた。選挙では751人が議員として選出されるが、議長はその在任中において票決に加わることができないことになっている。さらに加盟国別の議席数の上限は96、下限は6となっている。この加盟国別の議席配分は逓減比例の原則によるものであり、人口の多い国ほど議員1人が代表する市民の数も大きくなるようになっている。なお2009年の欧州議会議員選挙ではリスボン条約が発効していなかったため、ニース条約による規定で736人の議員が選出されていた。この選挙ではリスボン条約の発効などの必要な手続がなされたのちに議員となる18人のオブザーバも選出されている。またリスボン条約の発効から2014年の改選までを移行期間とされ、この期間においては加盟国別の配分数の上限を超えているドイツの議席数は削減されず、そのためこの期間の全体の議席数の合計は754であった。
2009年まで、欧州議会の議員は出身国の国内議会の議員と同額の報酬を受け取っていた。ところが2009年に新たな議院規程が施行され、議員は1月当たり7,000ユーロの報酬が支払われることとなった。この報酬は欧州連合および出身国の課税対象となっている。また議員は63歳で退職すると、欧州議会から満額の年金を受け取ることができる。さらに交通費も定額ではなく実費が支給される。このほかにも欧州議会議員には多くの特権が与えられている。議員は欧州議会との往復を確保するために、出身国からは自国の高官が国外に渡航するのと同様の便宜を、出身国以外の国からは在外公館への入場の便宜を与えられている。また出身国内に滞在しているときには国内議会の議員と同じ刑事免責を、出身国外に滞在しているときには逮捕や刑事訴追を受けない特権を与えられている。ただし現行犯においては刑事免責を主張することができず、また欧州議会は議員の免責特権を剥奪することができる。

### 政治会派
欧州議会では7つの院内会派が結成されている。いっぽうで30名ほどの議員はこれらの会派に属しておらず、これらの議員は Non-Inscrits と呼ばれる。会派のなかでもとくに大きいのが欧州人民党グループと社会民主進歩同盟である。両会派は長らく欧州議会を主導し、両会派であわせて議席数全体の50から70パーセントを占めてきた。しかしながらいずれの会派も単独で過半数を占めたということはない。
会派は欧州規模の政党を母体としている。会派には2009年以前の欧州社会党が単独で社会主義グループを形成したようなものもあるいっぽうで、欧州自由民主同盟などの会派は複数の欧州政党や国内政党、または政党に所属しない議員で結成されているものもある。会派として認定されるためには、少なくとも7つの国から25人以上の議員で結成することが要件となっている。会派として認証されれば、欧州議会から財政的補助を受けたり、委員会での委員の配分を受けられるようになったりするなどの恩恵を受けることができる。

### 大連立
欧州議会は議院内閣制のように政権を構築するということがないことから、欧州議会の政治は政党や提携した会派などが多数派を作って主導するというものではなく、合意をまとめることに注力するということが展開されてきた。実際に欧州議会は欧州人民党と欧州社会党による大連立が形成されてきた。両政党はそれぞれの会派で妥協を模索しながら協力し、両会派による大多数で法案を通してきた。しかしながら党派間で対立が生じるといった事例もあり、とくにサンテール委員会の総辞職などが挙げられる。
サンテール委員会の不正疑惑が持ち上がったとき、その渦中にあったのは欧州社会党に属するエディット・クレッソンとマヌエル・マリンであった。この不正疑惑に関して欧州議会は予算案の承認を見送ることが検討されると、欧州委員会委員長のジャック・サンテールは、予算案の否決は委員会に対する不信任に等しいと述べた。社会主義グループはサンテール委員会を支持し、この問題を1999年の選挙に先立って欧州人民党が欧州社会党を貶めるものと考えていた。社会主義グループ代表のポーリン・グリーンはサンテール委員会に対する信任投票の実施を試み、欧州人民党はその逆の動議を提出した。このころの両党の関係は欧州社会党が執行機関を支持し、欧州人民党が政権を離脱して不信任を突きつけようとするような与野党間の対立の様相を見せていた。こういった政治問題は増えてきており、2007年にロンドン・スクール・オブ・エコノミクスのサイモン・ヒックスは次のように述べている。
われわれの研究では、欧州議会における政治は政党やイデオロギーにますますよるところが大きくなっていることが示されている。票決においても右派・左派に分かれていくようになり、またとくに第4期と第5期の議会では政党会派の結束が飛躍的に強化されていった。そのため政策的合意もまたそれぞれの会派においてなされるようになっている。—Simon Hix、
1999年から2004年にかけてはこれまでの大連立が崩れ、欧州自由民主同盟と欧州人民党グループによる中道右派の連携が形成された。この連携によってこれまで欧州人民党と欧州社会党で分けられてきた欧州議会の議長ポストが、この任期においては欧州人民党と欧州自由民主改革党で分けられた。2004年の選挙後に欧州自由民主同盟は議席数を88に伸ばし、欧州議会の第3会派としてはそれまでで最多となった。
| 会派                                  | 会派                                      | 代表者                                    | イデオロギー                 | 議員数 |  |
|                                       | 欧州人民党グループ (EPP)                  | マンフレート・ウェーバー                  | 自由保守主義(親EU)           | 187    |  |
|                                       | 社会民主進歩同盟 (S&D)                    | イラトクセ・ガルシア                      | 社会民主主義                 | 147    |  |
|                                       | 欧州刷新 (Renew、旧ALDE)                  | ダチアン・チョロシュ                      | 自由主義                     | 98     |  |
|                                       | 欧州緑グループ・欧州自由連盟 (Greens-EFA) | フィリップ・ランバーツ スカ・ケラー       | 緑の政治・地域主義           | 67     |  |
|                                       | アイデンティティと民主主義 (ID)           | マルコ・ザンニ                            | 極右・国家主義               | 76     |  |
|                                       | 欧州保守改革グループ (ECR)                | ラファエロ・フィット リシャルト・レグツコ | 保守主義(欧州懐疑派)         | 61     |  |
|                                       | 欧州統一左派・北方緑の左派同盟 (GUE/NGL)  | ガブリエレ・ツィンマー                    | 社会主義・ユーロコミュニズム | 40     |  |
|                                       | 無所属 (NI)                               | N/A                                       |                              | 29     |  |
| 出典：2020年6月時点の欧州議会議員一覧 | 出典：2020年6月時点の欧州議会議員一覧     | 合計                                      |                              | 705    |  |

### 選挙
1979年から5年ごとに、すべての加盟国において直接選挙が実施されてきており、2014年の選挙で8回目を数えた。任期途中で欧州連合に加盟した国では、加盟した時点での議員を選出する選挙が行われる。このような選挙は6回実施されており、直近では2013年にクロアチアで行なわれた。選挙はそれぞれの国や地域の習慣によって複数日にまたがって比例代表制で行なわれるが、具体的な選挙方法は加盟国が選択している。多くの国では国全体を1つの選挙区としているが、イギリスやフランスなど一部の国では国内を複数の選挙区に分けている。議席数は加盟国ごとに、それぞれの人口に比例して配分されている。
直近で欧州連合の域内全体で実施された選挙は2014年6月に行われたものがある。このときの選挙は、国境を越えて同時に実施する選挙としては世界最大のものとなった。女性の当選者の割合を見ると、1979年の選挙では全体の 16% にとどまっていたものが、2009年の選挙では 35% にまで上昇している。また選挙に世間の関心を集めるために多くの策が講じられてきた。それらのなかでもとくに選挙の結果を次期欧州委員会委員長の人選に関連付けることが特筆される。これは欧州規模の各政党に対して、選挙にあたって欧州委員会委員長候補を立てさせ、議院内閣制のように最大政党から欧州委員会委員長を選出するという方式である。この試みは2004年の選挙で実施されたが、実際に欧州連合全体での選挙活動において欧州委員会委員長候補を立てたのは欧州緑の党だけであった。このとき欧州緑の党が候補に立てたのはダニエル・コーン＝ベンディットであった。これに対してほかの政党では、欧州人民党が4、5名の人物を候補に挙げたのにとどまっていた。2009年の選挙では、欧州人民党は正式に現職のバローゾを次期欧州委員会委員長に指名していたが、欧州社会党では所属する一部の加盟国の指導者がバローゾを支持していたため、次期欧州委員会委員長候補の擁立で合意をまとめることができなかった。
これらの策を実行していくことで民主的正当性を高め、また選挙のたびに低下していき、1999年の選挙では 50% を下回った投票率を反転させようとした。2007年のブルガリアとルーマニアの加盟による両国での選挙では、投票率がそれぞれ 28.6%、28.3% と低迷した。

## 議事の進行

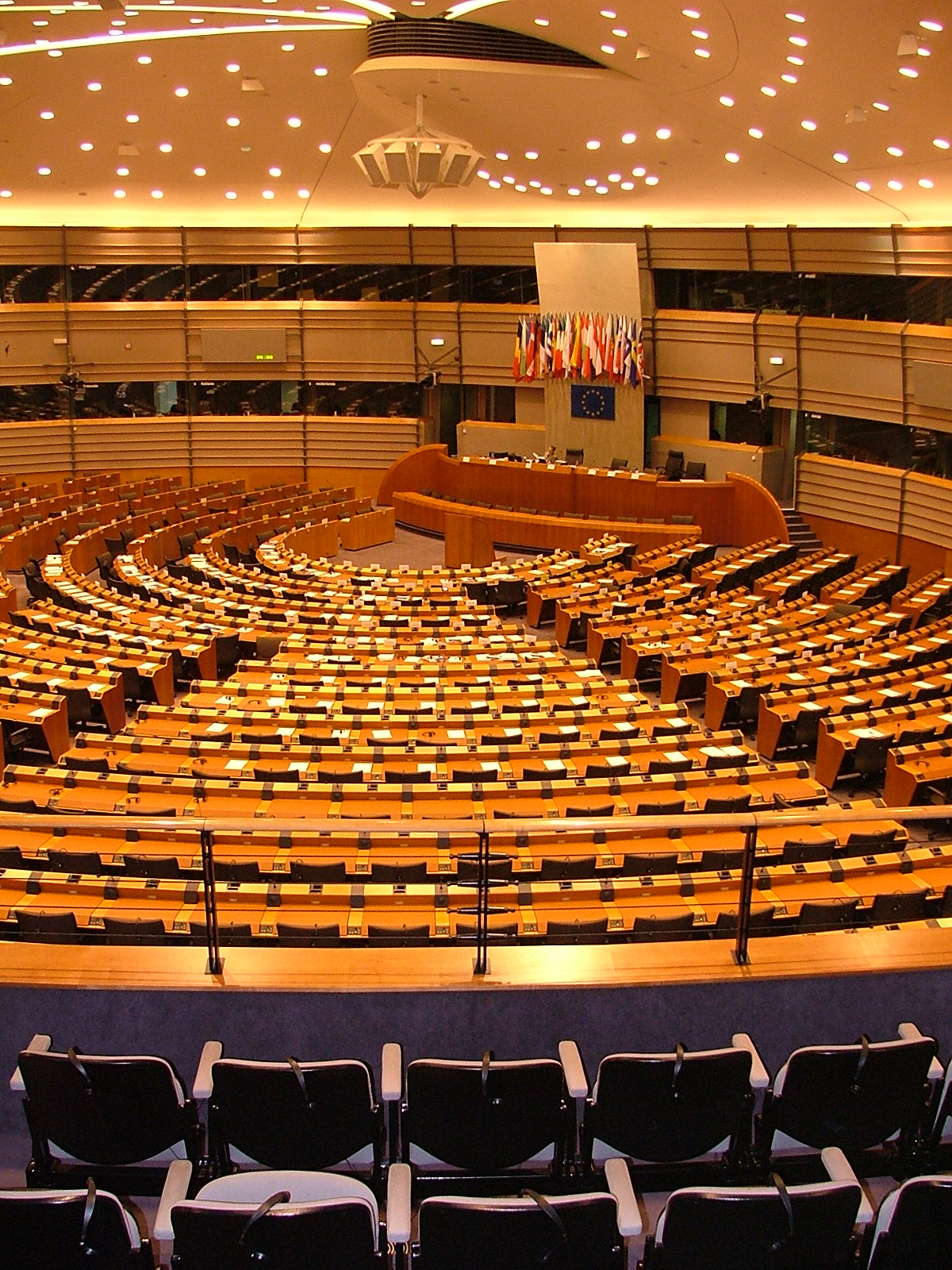
ブリュッセルの本会議場

欧州議会議員の1年間は、委員会における報告の議論や各国議会代表団の会合に参加する週、所属会派の活動について議論する週、ストラスブールで3日半の間で開かれる本会議に出席する週の繰り返しである。これらに加えて年間で6回、ブリュッセルにおいて2日にわたって開かれる本会議にも出席する。このほかにも4週をそれぞれの選挙区での活動に専念する時間としてあてられる。ただし夏期においては会議の開催が設定されていない。欧州議会はほかの機関の権限でもって招集されることなく会議を開く権利を有している。欧州議会の会議は基本条約によって規定されている部分もあるが、それ以外の部分では独自の議院規程に従って開かれる。
本会議において、議員は1分間という制限つきで議長の指名を受けて発言することができる。また理事会の代表者や欧州委員会の委員も審議に出席して発言することができる。翻訳の必要があることや会議では総意をまとめるという欧州議会の性質があることなどから、議論はウェストミンスター・システムよりも穏やかで丁寧なものとなっている。採決はおもにサムズアップ・サムズダウンで行なわれ、求められれば電子投票が実施される。いずれの方法を採った場合でも個別の議員の賛否は記録されないが、氏名点呼投票を実施した場合には記録が残る。氏名点呼投票は議員の氏名がアルファベット順で読み上げられ、それに対して議員が賛否を表明するものであるが、重要な採決や議員全員の5分の1が求めたときにのみ実施される。また氏名点呼投票は議長の選出などで実施されるが、秘密投票が徹底されている。記録されたすべての採決は議事録や採決された法令とともに欧州連合官報に収録されている。採決はたいていの場合において個別案件の審議の直後に行なわれるものではなく、火曜日、水曜日、木曜日の正午にまとめて実施される。これは採決にどれだけの時間を要するかが予測できにくく、予定時間よりも長引くようなことがあればその日に行なわれることになっている議論や会議ができなくなることがあるためである。
本会議場における議員の席は所属する会派によって決められている。ただし一部の小規模会派は議場外周に配置されている。すべての席にはマイクと翻訳ヘッドフォン、電子投票装置が備えられている。会派の代表は中央の正面ベンチに座り、中心には来賓演説者用の演壇がある。議員の席に相対する側は段差がつけられ、その上には議長や議会職員の席がある。議長席と議員席の間には会派代表が座るのとは別のベンチが置かれており、左側は理事会の代表者、右側は欧州委員会の委員が座る。ブリュッセル、ストラスブールの本会議場はほぼ同じ配置となっている。また本会議場は、異なる会派が正面で向き合う形となっているイギリスのものと、半円形となっているフランスのもの、横列の議員が演壇と向き合う形となっているドイツのものの要素を取り込んだ設計が施されている。本会議場はほぼ半円形であるものの、政治志向が正反対である議員は正面で向き合う形になっている。院内への入場は制限されており、入口は門衛によって管理されている。この門衛は文書を渡すなど院内にいる議員の補助を行なうほかに、会議を妨害する議員を退場させるなどの秩序維持の行動も行なう。欧州議会の初代の儀典長はフランス人であったため、欧州議会の多くの職務はフランス革命以降に発達してきたフランス風の様式で行なわれている。欧州議会には黒の燕尾服、銀の鎖を着用している180人の門衛がいる。また議長には専属の守衛が付いている。

### 組織

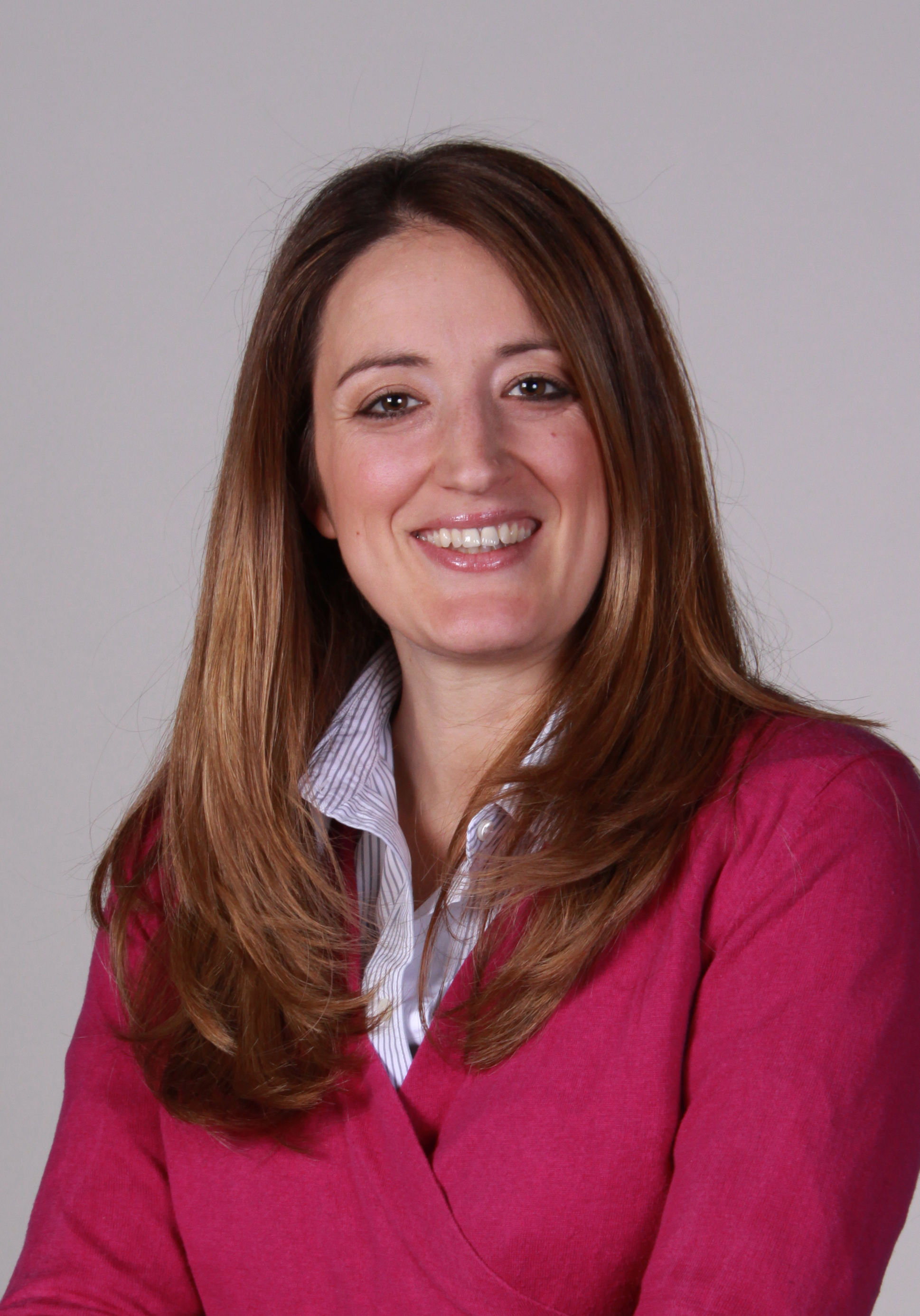
議長ロベルタ・メツォラ

欧州議会の議長は本会議において議事を進行し、また議長は通常立法手続において採択されたすべての法令や欧州連合の予算に署名する。2022年1月からは、欧州人民党に所属するロベルタ・メツォラが務めている。議長はまた対外的、法律的に欧州議会を代表し、院内においては議院規程を適用して欧州議会の運営にあたっている。議長の任期は2年半で、欧州議会の1期の任期中に1度の改選が行なわれる。たいていの国ではプロトコール順位で国家元首が第1位とされるが、欧州連合では欧州議会が基本条約である欧州連合条約で主要機関のなかでは最初に挙げられる機関であるため、欧州議会議長が欧州連合におけるプロトコール順位の筆頭となる。このことを示す例として、欧州連合が迎える高官に贈られる品物は欧州議会議長にちなむものとなっている。スペイン出身のジョセップ・ボレルが議長であったときには、バルセロナ出身の芸術家が制作した、欧州連合基本権憲章の一部が彫刻されたクリスタルのカップが贈られていた。
欧州議会、あるいはその前身の組織の議長には多くの著名な人物が就いてきた。初代の議長は欧州連合設立の父の1人と称されるポール＝アンリ・スパークであり、また同じく設立の父とされるアルチーデ・デ・ガスペリやロベール・シューマンも議長を務めた。また女性が議長を務めたこともあり、1979年に初の直接選挙で選出された欧州議会の議長となったシモーヌ・ヴェイユや、1999年就任のニコル・フォンテーヌがいる。2009年に就任したイェジ・ブゼクはポーランドの元首相で、旧東側諸国出身の人物として初めて欧州連合の主要機関の長となった。
議長を選出する本会議では前任の議長が、前任の議長が欧州議会議員の職にない場合には前任の副議長の1人が進行を行なう。2009年以前は最年長の議員が議長選出の進行を務めてきたが、2009年の選挙後に最年長議員となるジャン＝マリー・ル・ペンが議長席に座ることを阻止するために議院規程が改定された。
議長のもとには14人の副議長がおり、議長不在時に議事進行を代行する。またこのほかにも欧州議会の運営にあたる組織や役職が数多く設置されている。なかでも財務と管理を担当する事務局と、運営を担う会派代表者会議が主要な組織となっている。このほかに議員の財務・管理の面で利益を図る6人の財務官が設置されている。

### 委員会、議員代表団
欧州議会には20の常任委員会があり、それぞれの委員会は28人から86人で構成される。委員会は1か月に2度開かれ、本会議に提出する法案や報告書の策定や修正を行なっている。委員会のラポルトゥール（報告者）は委員会としての見解を示すことになっているが、必ずしもそうでないこともあった。予算監督委員会において予算案に僅差で同意することを決したにもかかわらず、ラポルトゥールが委員会の決定に反して予算案を否決するべきであると報告したことがあり、これによってサンテール委員会が総辞職するという事態に至ったということがあった。
また委員会は小委員会や特別委員会を設置し、特定の分野を扱うことができる。各委員会の委員長は委員長会議を通じて協力している。共同決定手続が導入されたことで欧州議会は多くの分野において権限を増し、とくに環境・公衆衛生・食品安全委員会の機能が強化された。従来、環境・公衆衛生・食品安全委員会はその活動が認知されないことから議員の間で「シンデレラ委員会」と捉えられてきたが、重要性が増したことでその役割が注目されるようになっていった。

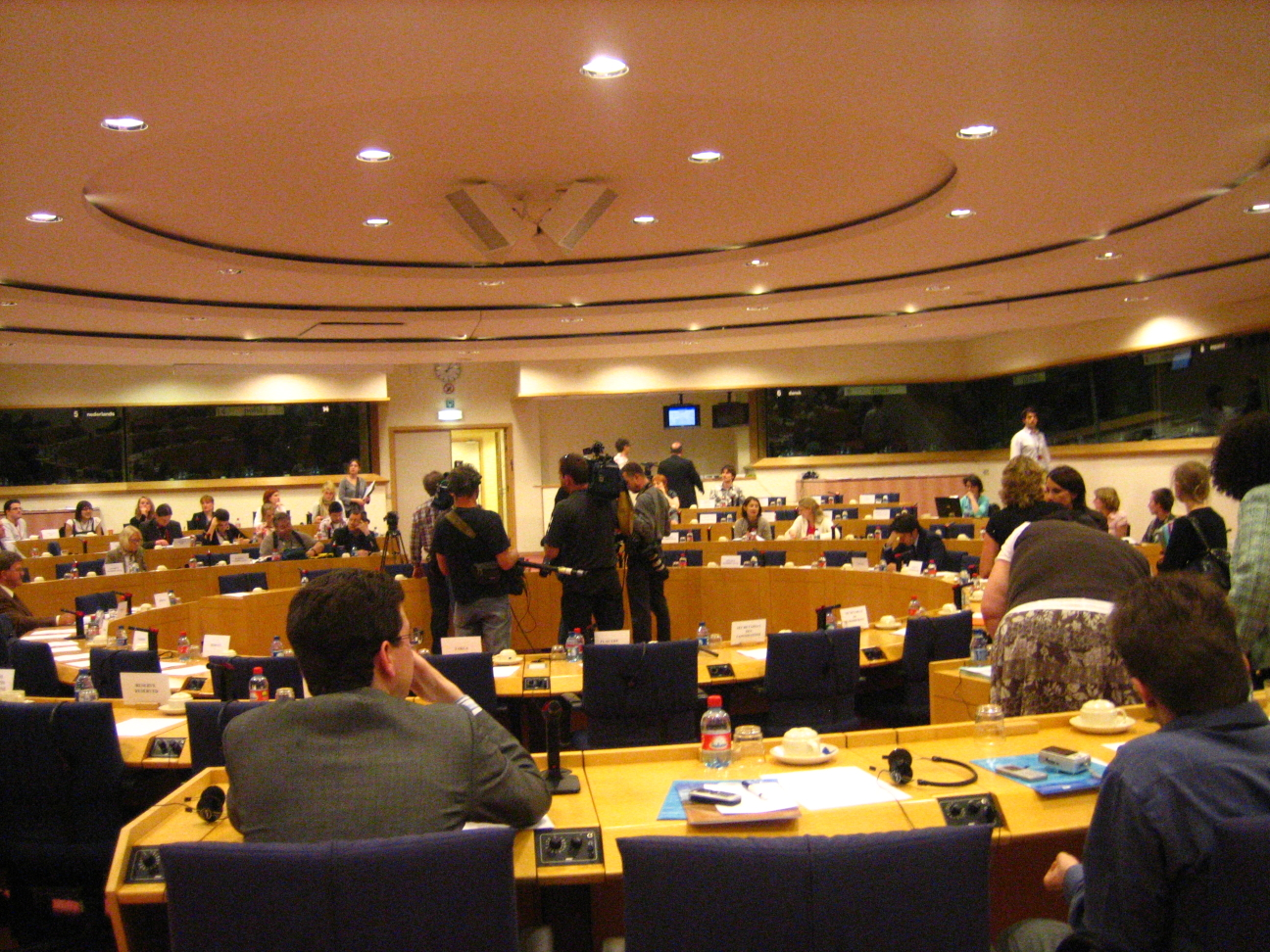
欧州議会の委員会室

欧州議会の委員会の性格は国内議会における委員会とは異なるもので、アメリカ連邦議会の委員会と比べると小さいものの、欧州議会の委員会はヨーロッパの国内議会と比べると非常に大きなもので、専属となる職員が8人から12人、補佐する職員が3人から4人ほど付けられる。また必要である場合には議会全体で保存資料や研究資源などを自由に費やすことができる。
欧州議会では欧州連合域外の議会と交流する議員代表団が組織されている。およそ15人の議員からなる代表団が34組あり、それぞれの座長は委員会の委員長会議と同様に座長会議を通じて協力している。議員代表団には、欧州連合域外の議会と交流する「議会間議員代表団」や欧州連合の加盟候補国や協力国の議会と交流する「合同議員会議」、アフリカ・カリブ海・太平洋諸国 - 欧州連合合同議会会議代表団、欧州・地中海議会会議代表団などがある。また議員は欧州・ラテンアメリカ議会会議、大西洋議員ダイアログや第三国での選挙監視などの国際的な活動にも参加している。

### 翻訳・通訳

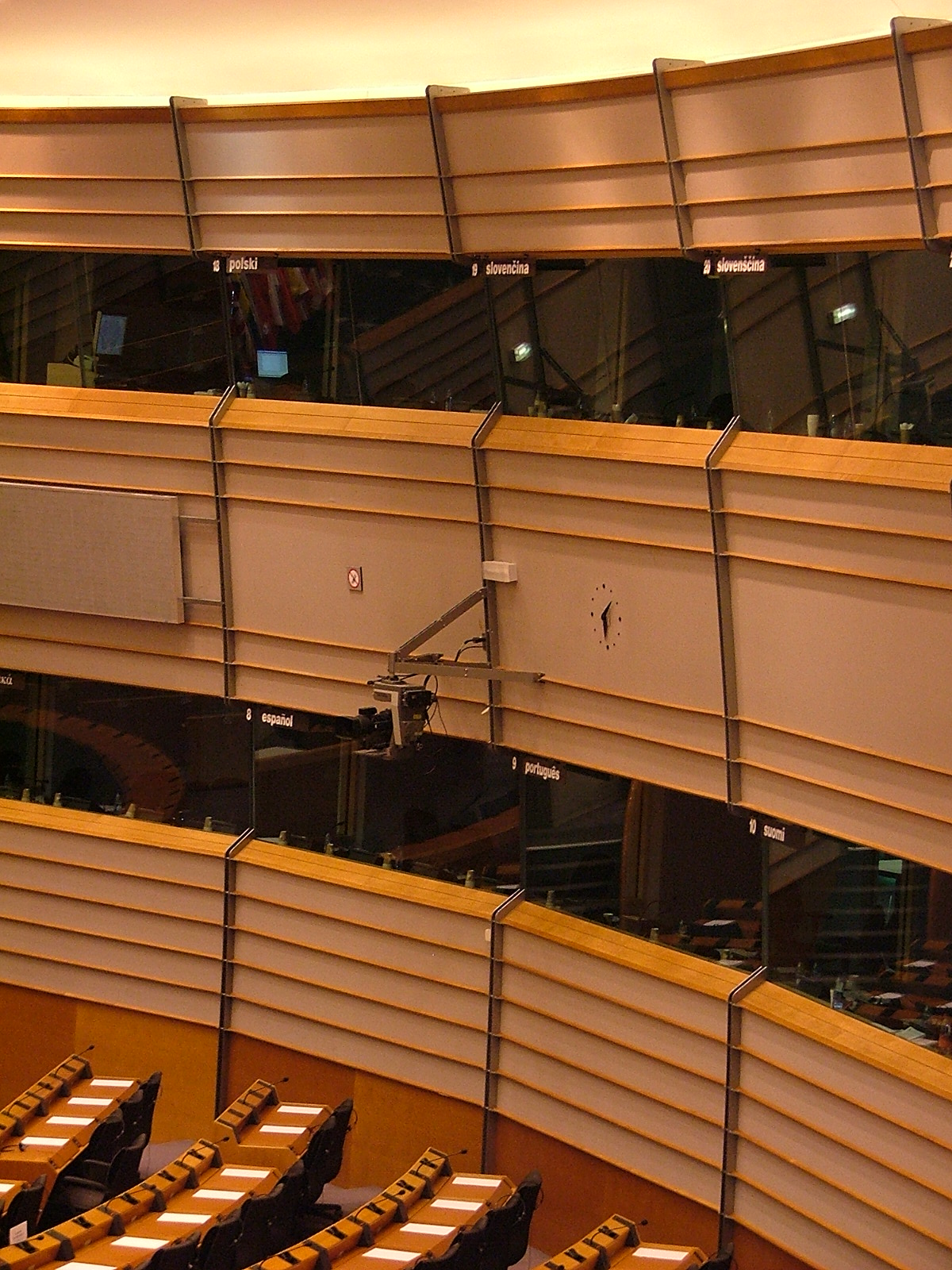
本会議場の通訳ブース
議論を23の言語に翻訳している。

欧州議会において発言者は欧州連合の公用23言語のいずれの言語でも発言することができる。すべての本会議においては同時通訳が提供されており、また法令の最終文書もこの23の言語に翻訳される。23もの言語を扱うことから欧州議会は世界でもっとも多言語を用いる議会であり、また通訳を雇う人数でも世界最大で、常勤で350人、必要に応じてさらに400人のフリーランスの通訳を雇うこともある。また市民は欧州議会に対してバスク語、カタルーニャ語・バレンシア語、ガリシア語で申し入れを行なうことができる。
通常ある言語は外国語から翻訳者の母語に翻訳される。ところが対象となる言語が増えたため1995年からは、一部の小規模の言語で翻訳者の母語から別の言語に訳されるという逆方向の翻訳がなされることもある。さらに通訳がいないために小規模言語でなされた発言が第3の言語を経由して翻訳されるということもある。通訳は自らの母語のほかに2つの欧州連合の公用語に堪能であることが求められる。また通訳は自らの見解にかかわらずに、発言の政治的意味を適切に伝えなければならない。そのためには政治への理解や議会用語を詳しく理解しなければならず、あらかじめ膨大な準備が必要となる。とくに難しいのが、議員が多彩な言語やジョーク、言葉遊びを用いたり、早口で喋るときの通訳である。
母語を話すことがアイデンティティの重要な一部であると考えたり、また議論でまくし立てるように発言したりする議員がいる一方で、翻訳やその経費を批判するものもいる。欧州議会議員アレクサンデル・ストゥブによる2006年の報告書では、欧州連合の公用21言語（当時）に翻訳すると1日あたり118,000ユーロの経費が必要であるが、英語、フランス語、ドイツ語のみにすれば8,900ユーロにまで削減することができると指摘した。多くの議員は広範に使用されていることから英語に統一するということを考えているが、法令上の目的を考えればフランス語のほうがより明確かつ正確であるとして、すべての法律文をフランス語にしようとする動きがある。これらの動きが本会議における翻訳に直接影響するものではないが、法案を議論する場面ではフランス語が用いられることになる。

## 所在地
欧州議会はその拠点を異なる3つの都市の複数の建物に置いている。アムステルダム条約の附属議定書では、欧州議会の法定の所在地であるストラスブールで1年に12回の本会議を開くこととされており、また委員会の会合や追加的な本会議はブリュッセルで行なわれる。このほかにルクセンブルクには欧州議会の事務局が置かれている。このため欧州議会は本会議が1か所以上で開かれる世界で唯一の議会体であり、またその所在地を決めることができない数少ない議会体の1つである。
ストラスブールの本会議場はフランスとドイツの和解の象徴と考えられている。ストラスブールの一帯はかつて両国が戦闘した地域であった。ところが本会議場を2か所に持つことで発生する経費に対しては疑問の声があがっている。ストラスブールは欧州議会の法定の所在地であるが、ブリュッセルはほかの欧州連合の主要機関が集まっており、欧州議会のほとんどの活動もブリュッセルでなされている。そのためストラスブールに本会議場が置かれていることに懐疑的な意見が挙がっている。
欧州議会の本会議場が2つの都市にあることについて「移動サーカス」と批判され、また欧州議会の所在地をブリュッセルに一本化しようとする動きも根強くある。ブリュッセルには欧州委員会、理事会、欧州理事会が集まっており、事実上欧州連合の「首都」として機能していることが移転を主張する背景にある。移転派に対しては第1次バローゾ委員会の副委員長マルゴット・ヴァルストレムが「欧州連合がかつてフランスとドイツの和解させた非常にすばらしい象徴であったものはいまやムダ金のかかる役所的な、ブリュッセルの狂気を示す負の象徴に成り果てている」と述べるなど、多くの支持が集まっている。また欧州緑の党は環境への負荷についても指摘しており、複数の本会議場があることで2億ユーロが費やされるほかに20,268トンの二酸化炭素が無駄に排出されているとし、環境問題に取り組む欧州議会や欧州連合の立場に悪い影響をもたらしていると主張している。また移転の動きには欧州議会議員セシリア・マルムストレムよるオンライン嘆願に100万人以上の署名が集まった。2006年には欧州議会が借りる建物群に対するストラスブール市の家賃設定に違法行為があるという嫌疑が持ち上がった。また欧州議会議員に対する意識調査（回答率:39%）では、所在地の一本化を望むとした割合が 89% にのぼり、また 81% がブリュッセルのほうがよいと回答した。さらに学術的な調査でも 68% が一本化に賛成という結果が出されている。しかしながら欧州議会の所在地は基本条約で定められており、これを改めるには理事会において全会一致の賛成を要する、つまり1か国が反対すれば実現しないものである。とくにフランス大統領ニコラ・サルコジは欧州議会の所在地について「協議の余地はない」と述べており、欧州議会がフランスに本拠をおいていることを揺るがす考えがないことを示している。

## 将来
リスボン条約では、欧州理事会は次期欧州委員会委員長の指名にあたっては直前の欧州議会議員選挙の結果を考慮しなければならないとされ、欧州憲法条約が協議されていた2004年と、リスボン条約が発効する前の2009年の次期欧州委員会委員長の指名でも選挙結果が踏まえられた。リスボン条約によって修正された基本条約では、欧州理事会の次期欧州委員会委員長人事案の可決について、従来の「承認」ではなく「選出」という用語を用いている。また「選出」という用語には、立憲君主制において国家元首が政府の長を任命する権限を有していても実際には議会選挙での勝利政党が擁立する候補を任命しているという制度と同様に、欧州議会が欧州理事会の指名した次期欧州委員会委員長候補を受け入れるのではなく、欧州議会の各会派に次期欧州委員会委員長候補を擁立させるという意図があるものとされている。また欧州議会の政治会派が選挙前に独自の欧州委員会委員長候補を擁立してきたという動きもあった。2009年には欧州人民党がバローゾ再任を支持した一方で、欧州社会党は候補者を立てなかった、欧州緑の党は2004年に初めて次期欧州委員会委員長候補を立てて選挙キャンペーンを展開した。
リスボン条約による機構改革にあわせて、2007年に議長ハンス＝ゲルト・ペテリングは議会改革特別作業グループを立ち上げ、欧州議会の効率性とイメージの向上を図った。議会改革の案には本会議の活性化や教書議論の導入が盛り込まれていた。作業グループの改革案のひとつであった時事的な問題についての特別議論の導入は反対され、欧州自由民主同盟代表のグラハム・ワトソンが作業グループから離脱することとなった。その一方で、欧州憲法条約でうたわれていたもののリスボン条約では除外されたヨーロッパのシンボルを使う機会を増やすということには多くの議員が支持した。これらのシンボルについては、欧州諸共同体が全体として使用することを決める3年前の1983年に欧州議会が欧州旗をシンボルとして使用することを採択しており、そのため欧州議会はヨーロッパのシンボルを使用することについてアバンギャルドとされている。2007年9月には中間報告書が提出され、また来賓演説や立法以外の文書に関する議論の時間を削減することが提案された。2006年には、立法ではなく批評を述べる内容であった92の「自主」報告書が出され、法案の審議には議論時間の 18% しか費やされていなかった一方で、議論時間の 22% をこのような報告書に費やしていた。2008年7月に作業グループは最終報告書を完成させ、2009年の選挙までに最終報告書の勧告が実行に移されることになっていたが、ワトソンは欧州議会における右派・左派の連合が、より保守的な議員の反対を受けるであろう提案を押し通そうとすることに疑念を示した。独立と民主主義共同代表のイェンス＝ペーター・ボンデなどの議員はより抜本的な案を求めていた。しかしながらボンでは最終報告書の採決に参加せず、「われわれがさらに政治的な議会となりたいということを示すのは心理的に重要なことである」と述べている。